# Dan Republike
Dan Republike je naziv nacionalnog blagdana u nekim zemljama u spomen na dan proglašenja republike. Dan Republike slavi se u tim zemljama na sljedeći dan:
Albanija-11. siječnja
Armenija-28. svibnja
Azerbajdžan-28. svibnja
Brazil -14. studenog
Burkina Faso-11. prosinca
Gambija-24. travnja
Gana-1. srpnja
Gvajana-23. veljače
Grčka-24. srpnja
Indija-26. siječnja
Irak-14. srpnja
Iran-1. travnja
Island-17. lipnja
Italija-2. lipnja
Južnoafrička Republika - (1961-1994)-31. svibnja
Kazahstan-11. listopada
Kenija-oko 12. prosinca
Kina-10. listopada
Litva-15. svibnja
Mađarska-1. veljače
Maldivi-11. studenog
Malta-13. prosinca
Nepal-28. svibnja
Niger-18. prosinca
Pakistan-4. ožujka
Portugal-5. listopada
Turska-29. listopada
bivša Jugoslavija-29. studenog